# 嘉定镇街道
嘉定镇街道是中国上海市嘉定区下辖的一个街道办事处。面积4.1平方公里。户籍人口6.37万人（2008年）。。2019年被评为中国文化百强镇。

## 歷史
嘉定设县于1218年1月7日（南宋嘉定十年十二月初九）。1786年，當地發生過一場洪水。2000年9月，撤销嘉定镇，设立嘉定镇街道。

## 街道风貌
嘉定镇街道内历史名胜较多，包括嘉定孔庙、秋霞圃等上海市文物保护单位，州桥和西大街地区被列为市级历史文化风貌保护区。1991年，该镇被列为上海市四大历史文化名镇之一。2008年被公布为中国历史文化名镇。
嘉定镇街道可通过沪嘉高速公路及上海轨道交通11号线直抵上海市中心城区。

## 行政区划
嘉定镇街道下辖17个居委会：
汇龙潭社区、州桥社区、叶池社区、李园一村社区、李园二村社区、嘉中社区、小囡桥社区、三皇桥社区、花园弄社区、西大社区、侯黄桥社区、梅园社区、丽景社区、桃园社区、秋霞社区、塔城路社区和银杏社区。